# バルマ
バルマ（Balma）は、フランスの南西部、オクシタニー地域圏オート＝ガロンヌ県に属するコミューン。

## 概要
中世の1279年、トゥールーズ司教区の荘園として成立したのが町の歴史の始まりである。フランス革命期の混乱が過ぎた後、バルマはトゥールーズの近郊農村としてゆったりとした速度で発展してゆく。第二次世界大戦後は、やはりトゥールーズの衛星都市としてベッドタウン化が進み、現在に至る。

### 人口動態
- 557人（1809年）
- 883人（1851年）
- 913人（1901年）
- 1724人（1954年）
- 4276人（1968年）
- 9506人（1990年）
- 11944人（1999年）

## 史跡

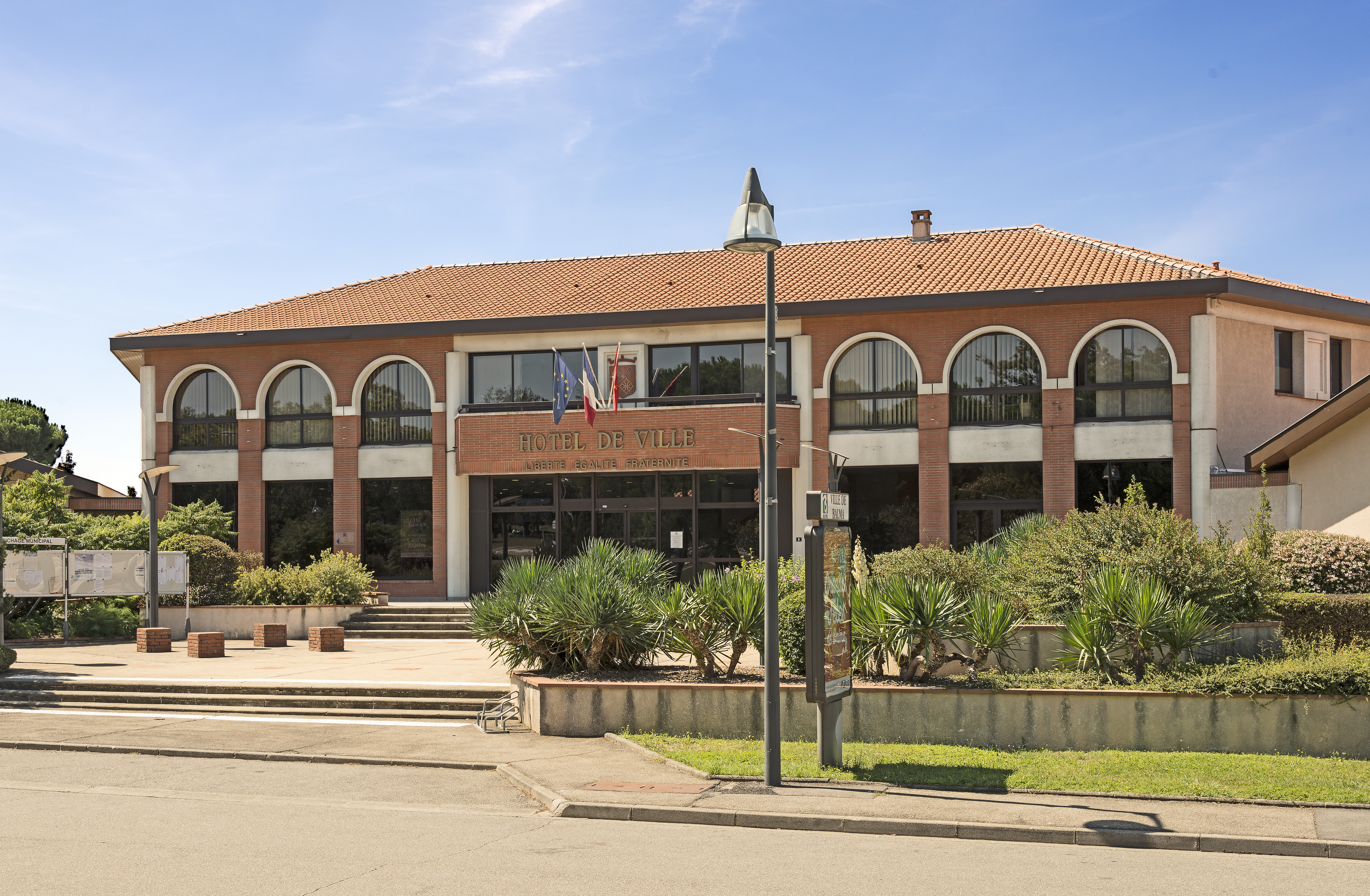
町役場
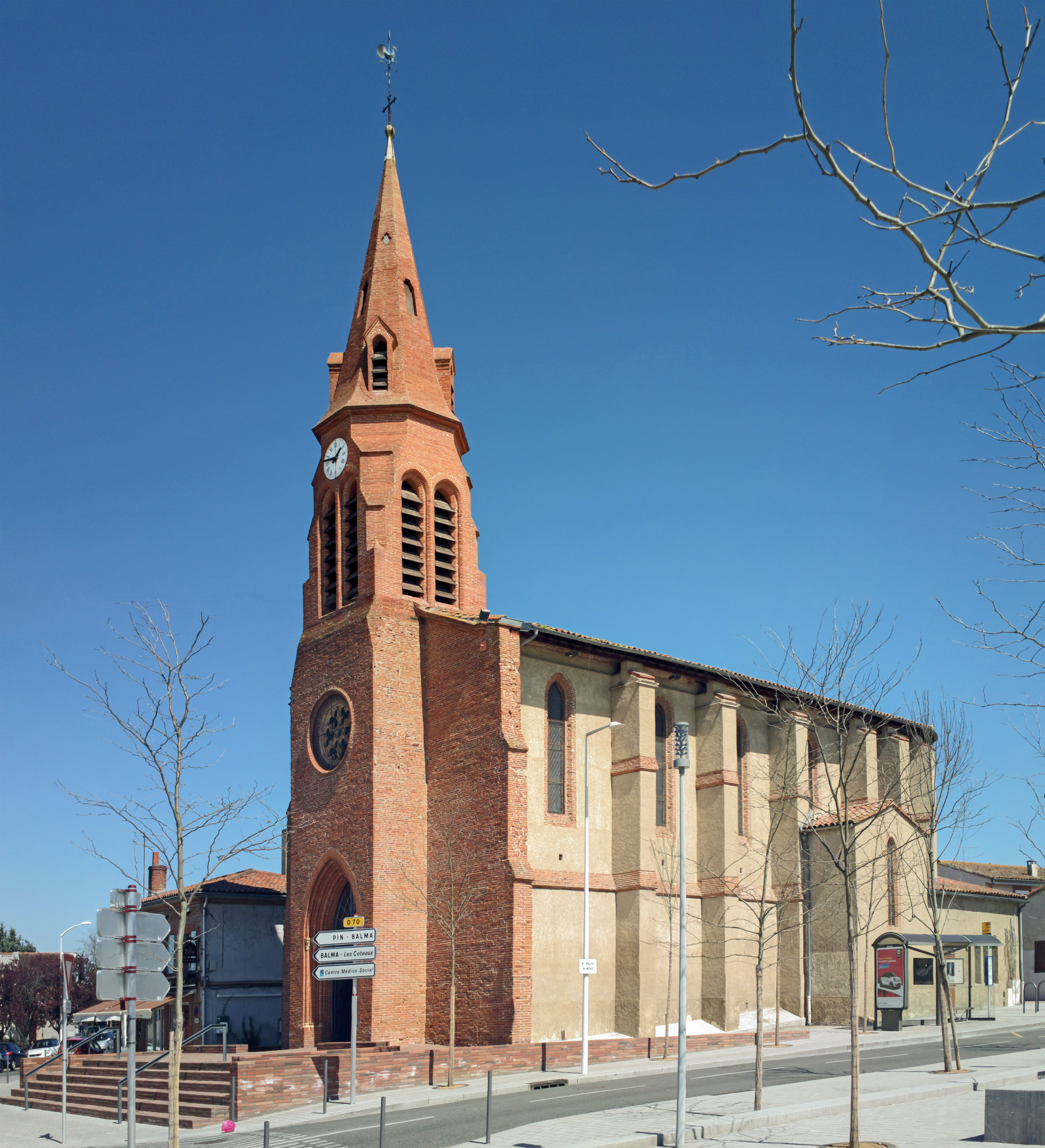
サン・ジョゼフ教会
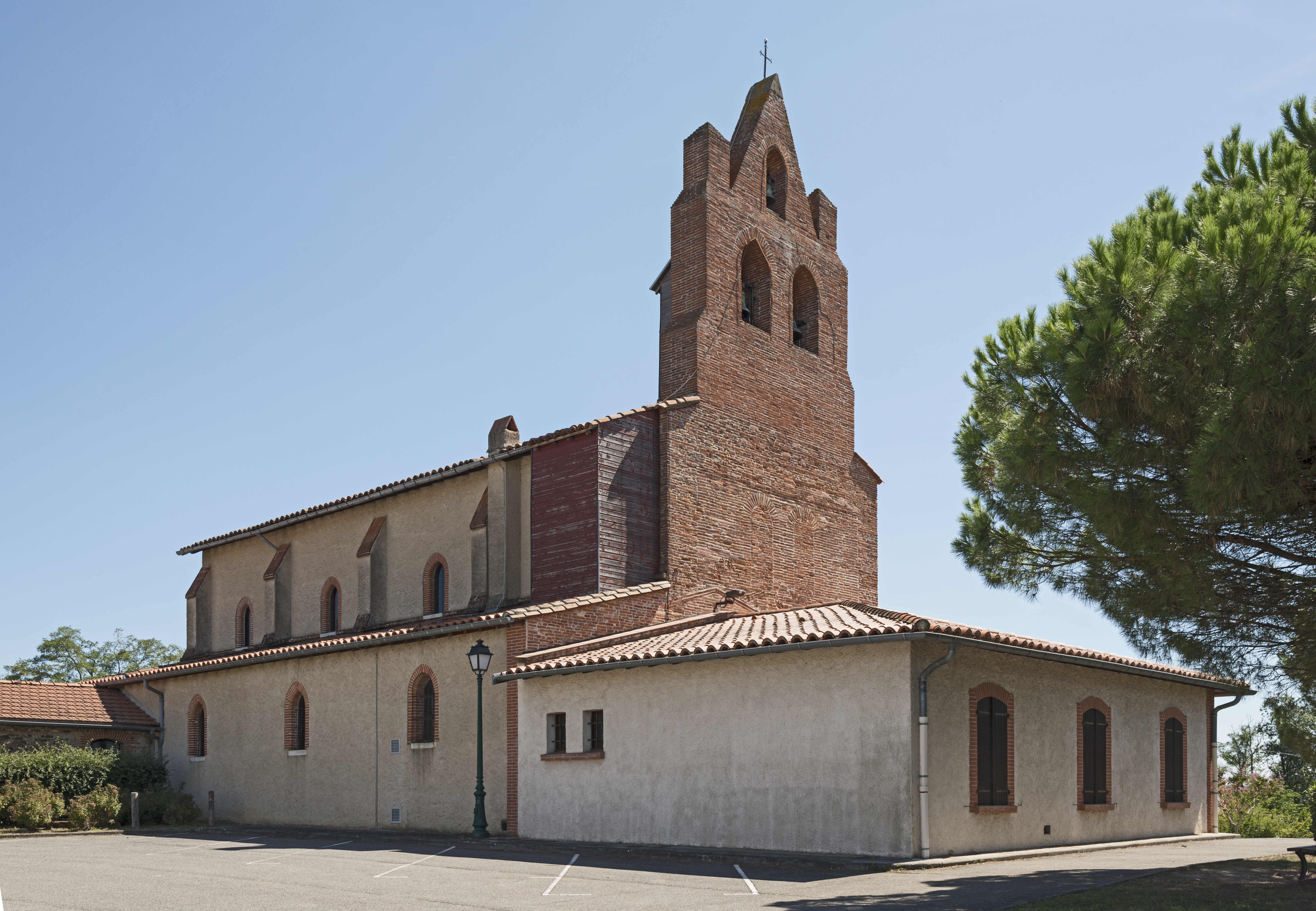
サン・マルタン・ド・ボヴィル教会
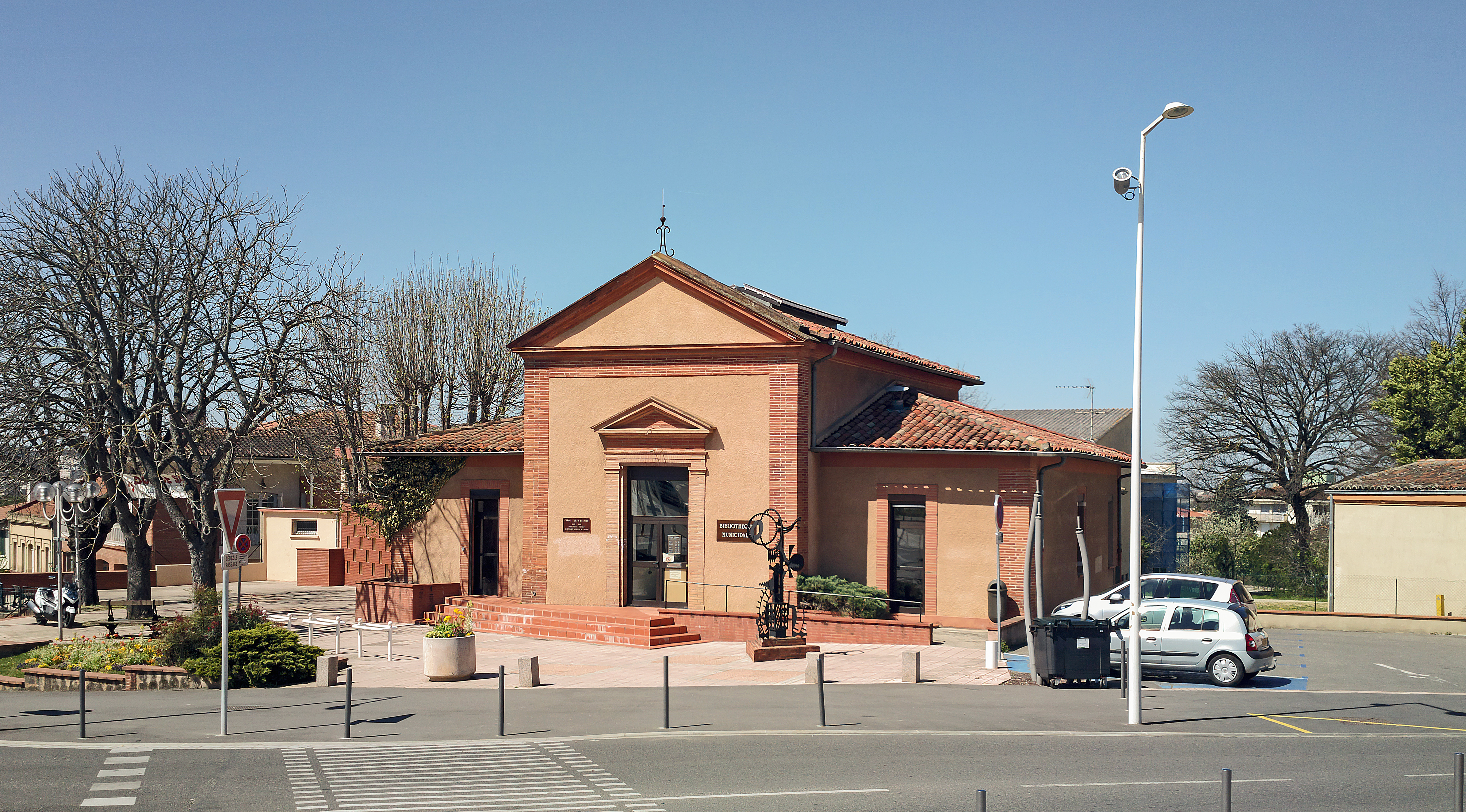
公共図書館
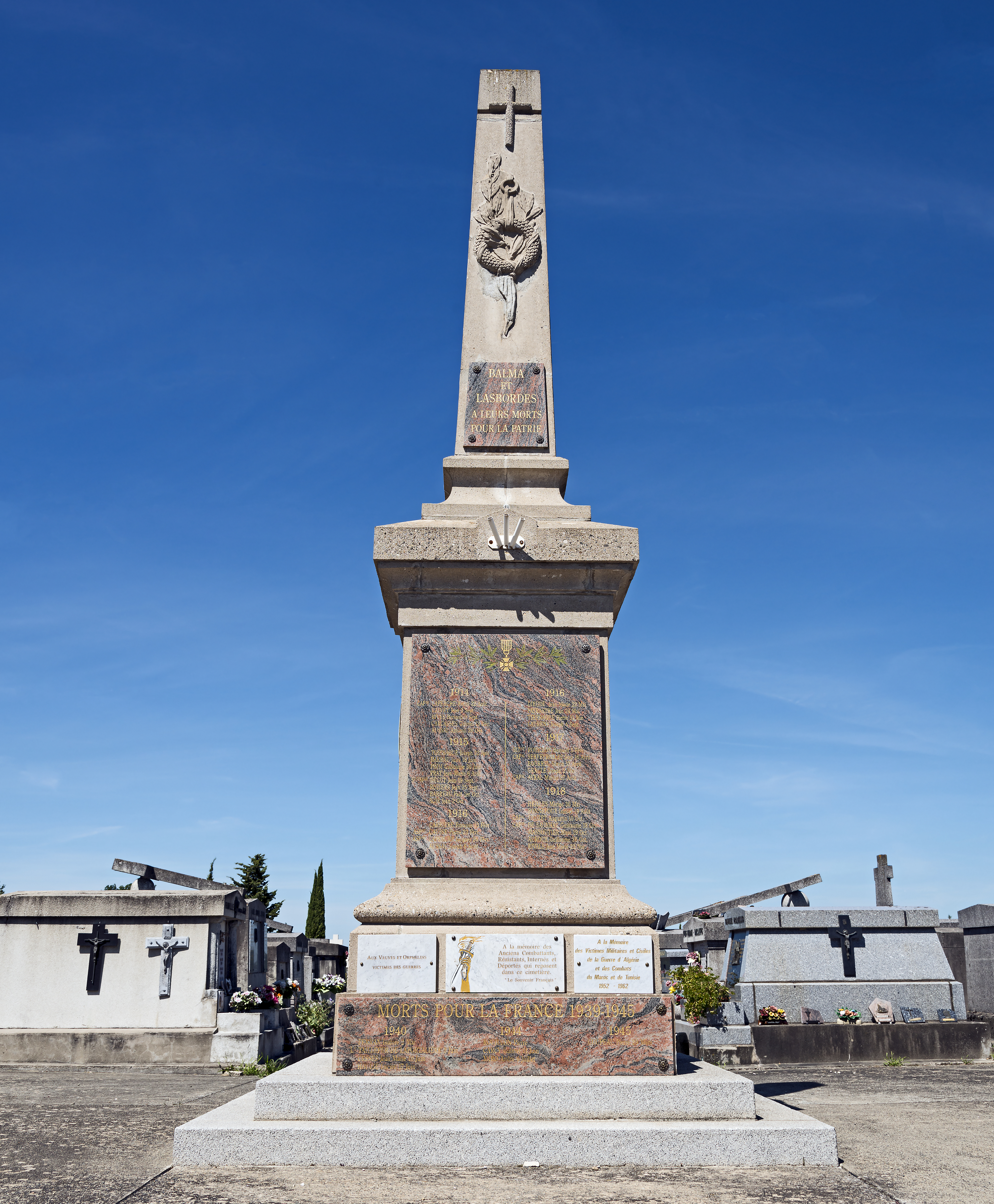
戦争記念館

## スポーツ
- バルマSC、サッカー

## バルマ市に関連する有名人
- ジョゼ・カバニス（1922年 - 2000年）、アカデミー・フランセーズの会員。